# Bernard Hopkins
Bernard Hopkins (født 15. januar 1965) er en pensioneret amerikansk bokser. Han boksede i letsværvægt, men var verdensmester i mellemvægt i 10 år og forsvarede sine titler 20 gange, hvilket er rekord. Den 9. marts 2013 blev han den ældste verdensmester nogensinde, da han besejrede Tavoris Cloud og vandt IBF-titlen i letsværvægt. Med sejren over Beibut Shumenov udbyggede han sin egen rekord og vandt samtidig WBA-titlen i letsværvægt.   
Bernard Hopkins havde en meget hård opvækst. Familien var fattig, og han blev hurtigt involveret i kriminelle aktiviteter. Allerede da han var 18 år gammel, havnede han i fængsel. Efter at være blevet løsladt begyndte han næsten tre år senere at gå til boksning. Hans første titelkamp var mod Roy Jones Jr. i 1993, men han tabte. Efter endnu et mislykket forsøg på at blive verdensmester besejrede han den 29. april i 1995, IBF-mesteren Segundo Mercado fra Ecuador via KO i 7. omgang.
Den 14. april 2001 vandt han over WBC-mesteren Keith Holmes. Den 29. september samme år knockoutede han WBA-mesteren Felix Trinidad. Han blev kåret til Fighter of the Year 2001 af Ring Magazine og World Boxing Hall of Fame. I 18. september 2004 mødte han WBO-mesteren Oscar de la Hoya, og vandt på knockout. Han blev den første bokser nogensinde til at være indehaver af bælterne fra alle de fire store bokseorganisationer. 
Den 16. juli 2005 tabte han alle titlerne til Jermain Taylor. Det var den første kamp han tabte i over tolv år.

## Hopkins vs. Tarver
Efter sine to nederlag til Jermain Taylor forventede mange at Hopkins, der på daværende tidspunkt havde rundet de 41, ville stoppe sin karriere. I stedet mødte han letsværvægtsverdensmesteren Antonio Tarver som netop havde besejret Roy Jones Jr. imponerende to gange. Tarver var således storfavorit til at vinde kampen, men Hopkins leverede en imponerende præstation og vandt kampen 118-109 på alle 3 scorecards. Hopkins vandt desuden også $250.000 i et væddemål med Tarver, idet Tarver ikke var i stand til at stoppe Hopkins indenfor de første 6 omgange. 

## Hopkins vs. Pavlik
I oktober 2008 mødte Hopkins den dengang ubesejrede Kelly Pavlik der kom ind til kampen med 34 sejre, heraf 31 på knockout. Hopkins blev ikke spået mange chancer og det var forventet at Pavlik skulle blive den første til at slå Hopkins ud. Pavlik, som var verdensmester hos WBC og WBO havde forinden besejret Hopkins' overmand Jermain Taylor to gange, den ene gang på knockout. Det skulle imidlertid gå anderledes og Hopkins leverede en af sine mest imponerende præstationer og udboksede Pavlik, der flere gange sejlede på randen af knockout. Hopkins vandt kampen på point med imponerende 117-109, 119-106, 118-108. 

## Hopkins vs. Cloud
Den 9. marts 2013 blev Hopkins den ældste verdensmester nogensinde da han vandt IBF titlen i letsværtvægt med pointsejren over den dengang ubesejrede Tavoris Cloud der kom til kampen med 24 sejre, 19 på knockout. 

## Hopkins vs. Shumenov
Den 19. april 2014 blev Hopkins den ældste verdensmester nogensinde til at forene to store titler, da han pointbesejrede Beibut Shumenov og blev vandt WBA-titlen i letsværvægt. 

## Hopkins vs. Kovalev
Den 8. November 2014 møder Hopkins den ubesejrede Sergey Kovalev (25 sejre, 23 på knockout, 1 uafgjort) i en kamp om Hopkins IBF og WBA titler, samt Kovalevs WBO titel. 